# Агусалу
А́гусалу (эст. Agusalu) — деревня на северо-востоке Эстонии в волости Алутагузе, уезд Ида-Вирумаа. В прошлом имела  русскоязычное название Овсово и Овсоль.
До административной реформы местных самоуправлений Эстонии 2017 года деревня входила в состав волости Иллука.

## Число жителей
По данным переписи населения 2011 года в деревне насчитывалось 12 жителей, эстонцев в их числе не было.
В 2000 году в деревне проживали 16 человек. По состоянию на 1 января 2019 года в деревне было 12 жителей.

## История
В письменных источниках 1583 года упоминается Augusal, 1620 года — Hagusallby, 1726 года — Haggusall, 1782 года — Haggusu (деревня).
Деревня относилась к Нарвскому фогтству и позже принадлежала мызе Охаквере.
Впервые деревня Агусалу упоминается в 1853 году, когда её размер составлял 3 сохи. В 1859 году в деревне было 190 жителей, из них 113 — безземельные крестьяне.
В границы Агусалу включены прежние деревни Соска (Soska, около 1900 года упоминается как Соски) и Туусна (Tuusna, в 1611 году упоминается как Tusna, в 1892 году — Тужино, около 1900 года — Тужна). Самостоятельными деревнями они были ещё в 1920-х годах.